# Extended Detection and Response
Extended Detection and Response oder XDR ist eine Technik in der Computersicherheit, um Bedrohungen für die IT-Infrastruktur zu entdecken und zu bekämpfen. Manche Autoren beschreiben XDR nicht als neue Technik, sondern als eine Kombination bekannter Methoden wie Endpoint Detection and Response (EDR), Network Detection and Response (NDR) oder auch SIEM. Andere Autoren beschreiben XDR auch als Erweiterung und Nachfolger von EDR, NDR und SIEM. Den Begriff Extended Detection and Response hat 2018 Nir Zuk geprägt.
XDR kann mehrere Ebenen der IT-Infrastruktur durchleuchten. Darunter fallen End Points, E-Mails, Cloudauslastung sowie das Computernetzwerk als solches und die Erkennung von Angriffen. Zusätzlich setzt XDR zunehmend Machine Learning ein, um Angreifer zu bekämpfen.